# Карабобо (станция метро)
«Карабобо» (исп. Carabobo) — станция Линии A метрополитена Буэнос-Айреса. Станция расположена между станциями Пуан и Сан-Хосе де Флорес. Станция открыта в декабре 2008 года, когда произошло продление линии A на запад в связи с открытием двух новых станций, линия метро протянулась в район Флорес.

## Местоположение
Станция расположена на проспекте Авенида Ривадавия, в месте его пересечения с улицей Авенида Карабобо и Авенида Бойака и улиц Pumacahua и Terrero в районе Флорес между станциями Пуан и Сан-Хосе де Флорес.

## История
Станцию планировали открыть в ноябре 2008 года, но она была открыта одновременно со станцией Пуан во вторник, 23 декабря 2008 мэром Буэнос-Айреса Маурисио Макри. Станция была конечной станцией до пятницы 27 сентября 2013, когда была открыта новая станция метро Сан-Педрито.

## Городские достопримечательности
- Avenida Boyacá

## Галерея

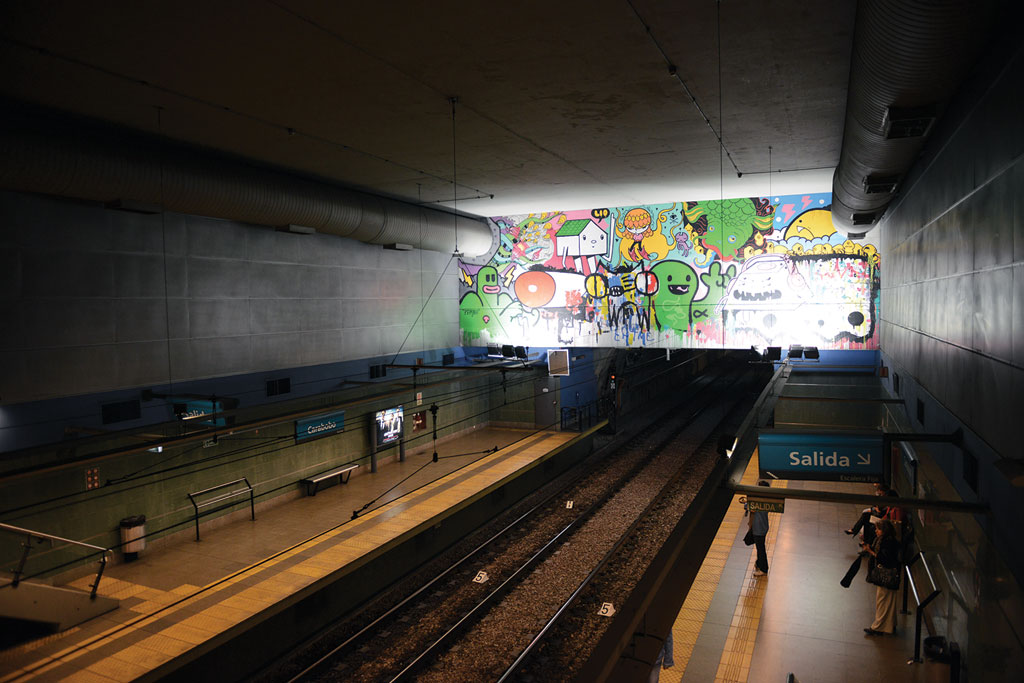
Общая панорама
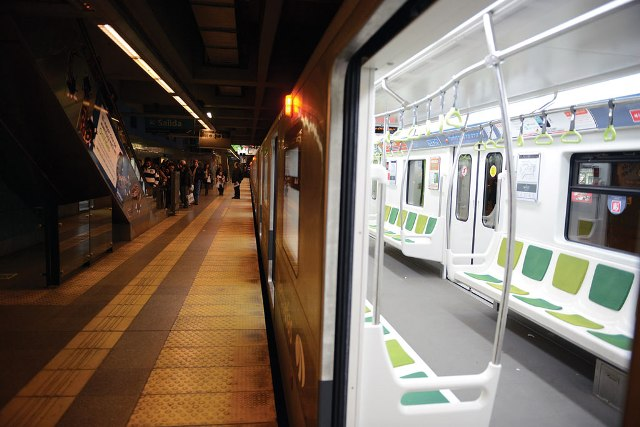
Остановившийся поезд

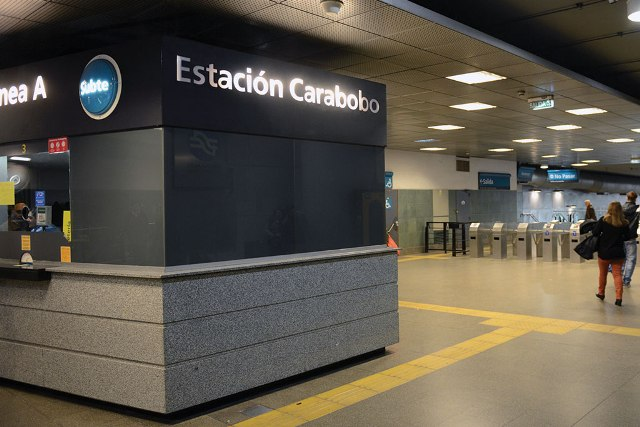
Касса метро
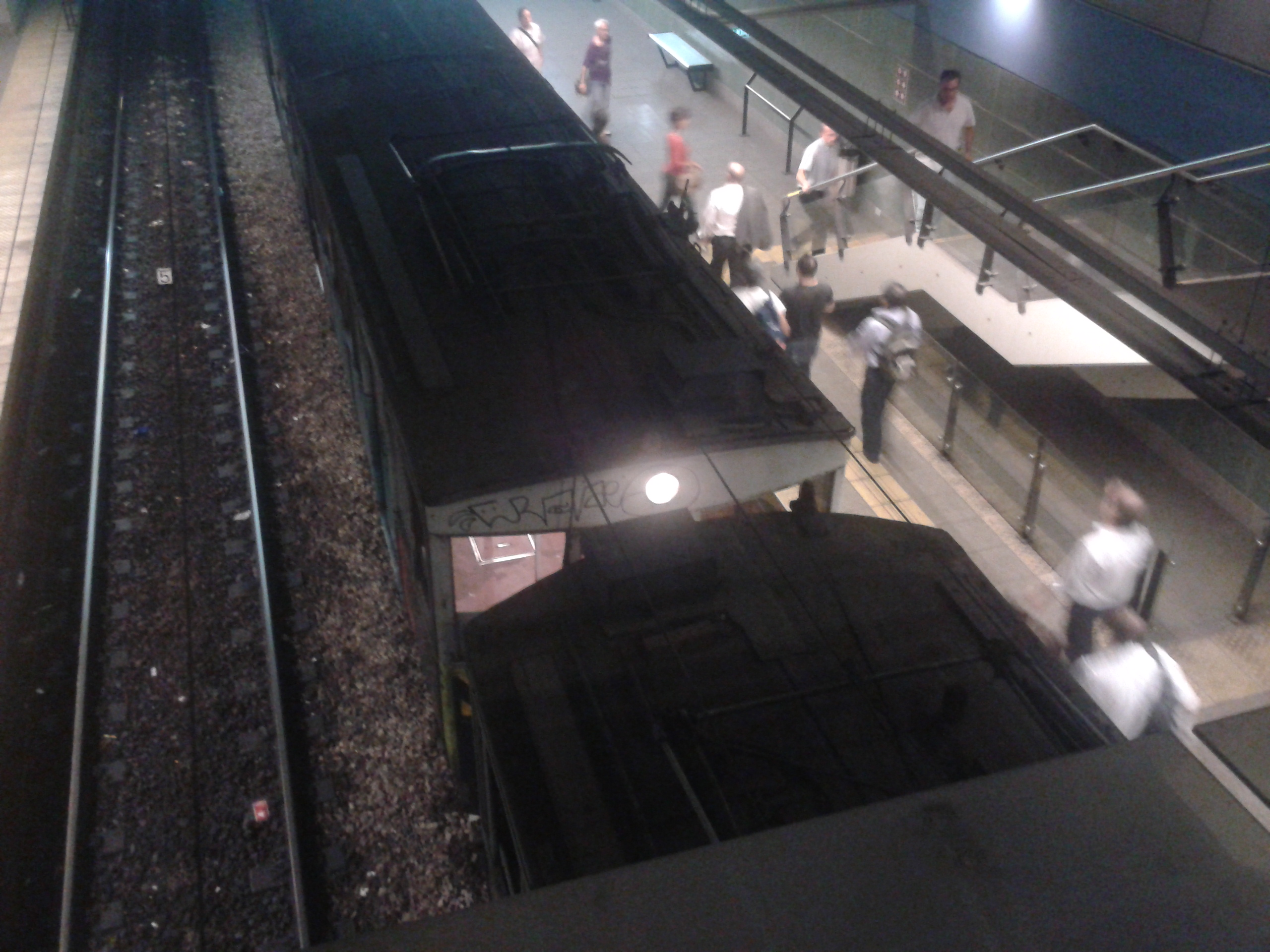
Вагон начала 20-го века La Brugeoise
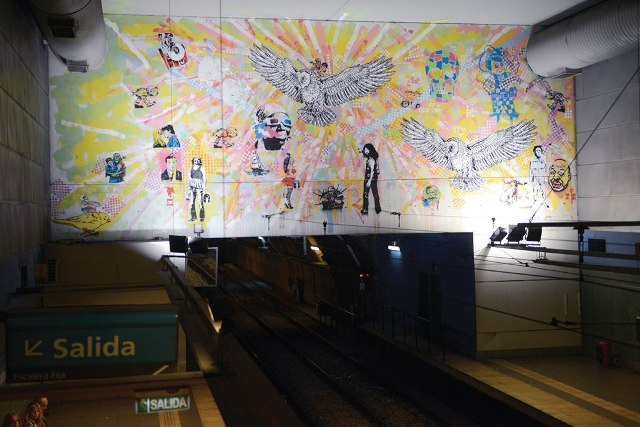
Интерьер станции